# Aktion 1005

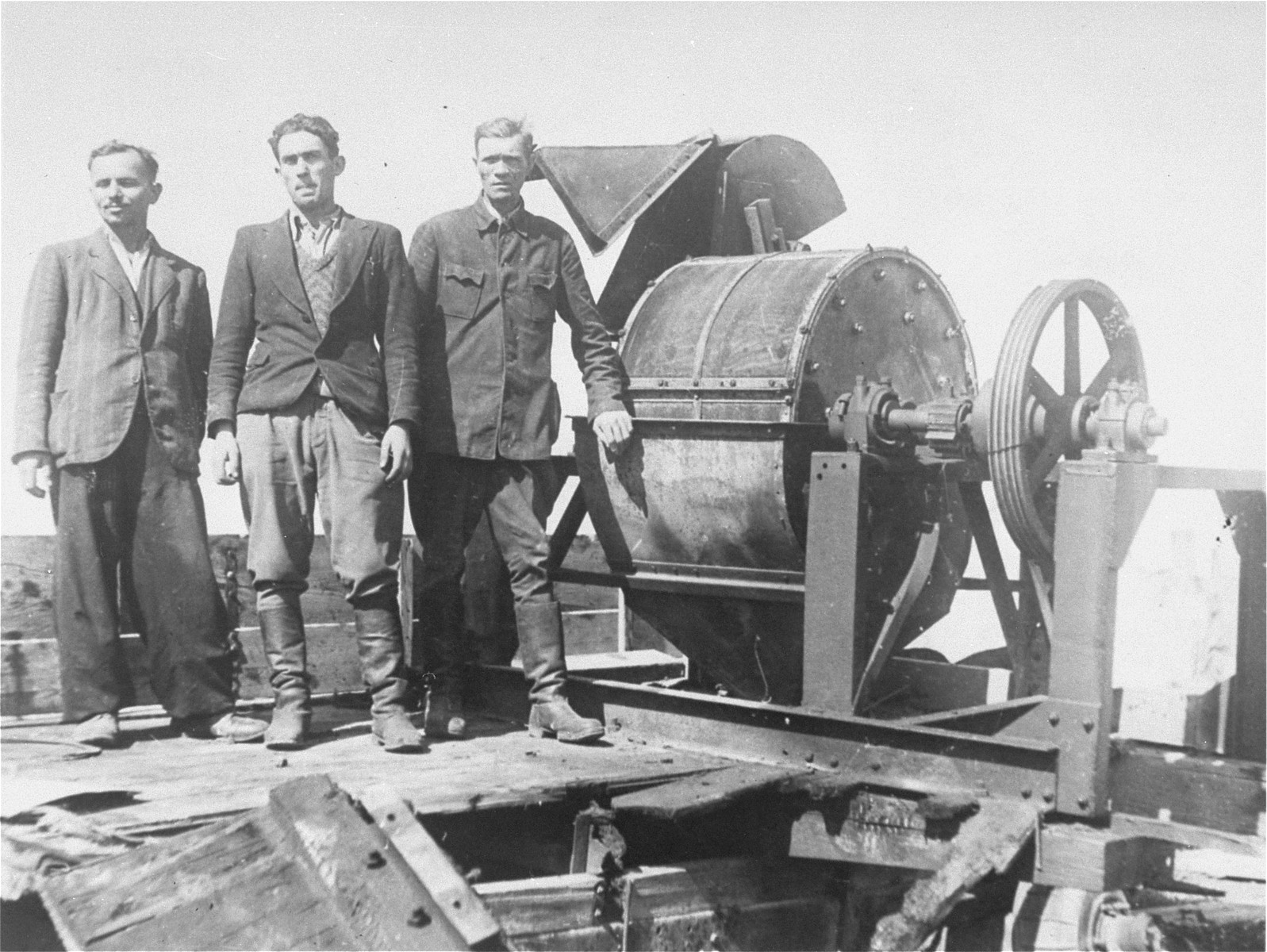
Medlemmar ur en enhet ur Sonderkommando 1005 vid en benkross i koncentrationslägret Janovska i utkanten av Lviv år 1943.

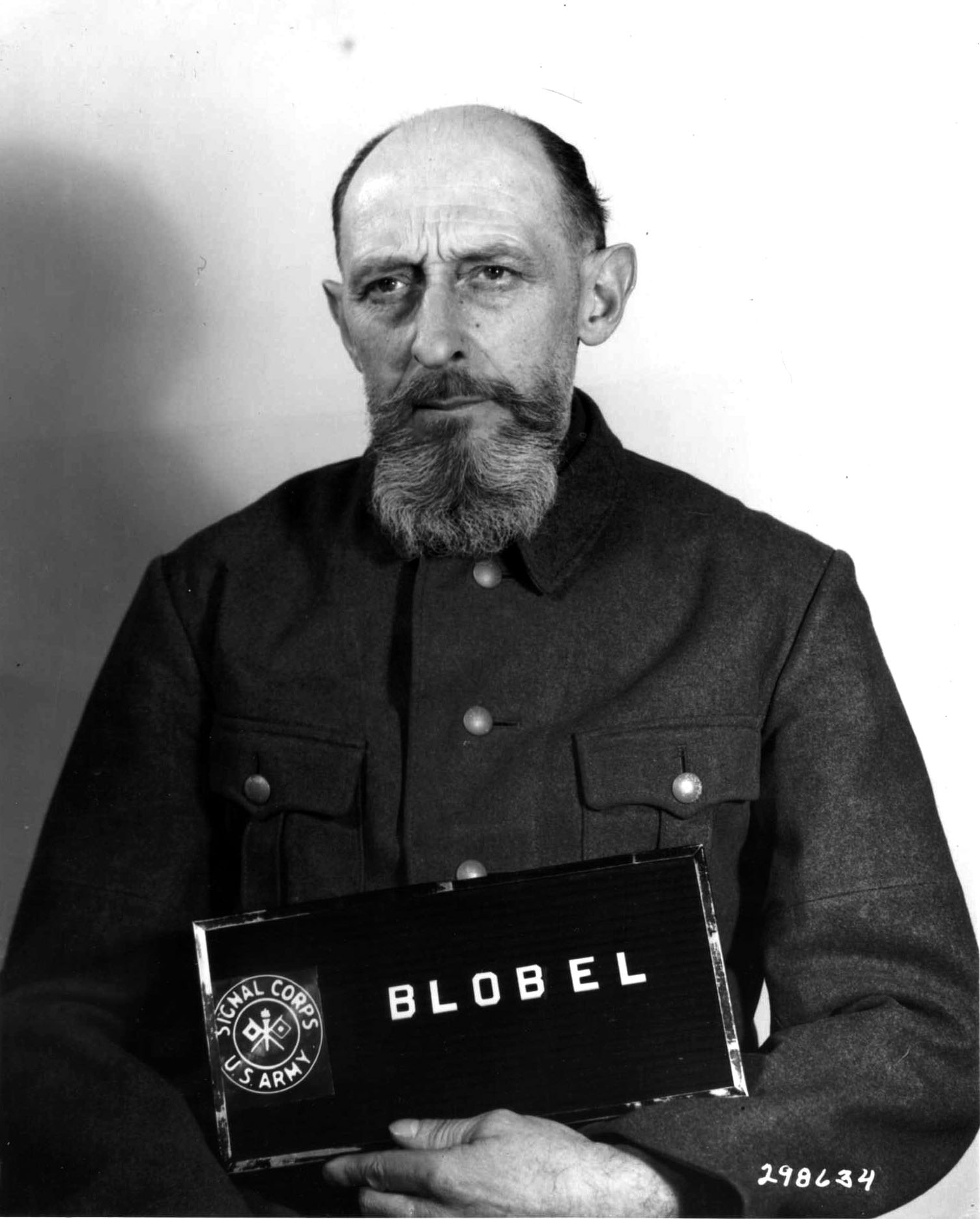
Paul Blobel i amerikansk fångenskap.

Aktion 1005, Sonderkommando 1005 eller Enterdungsaktion 1005 ("uppgrävningsaktionen"), var kodnamnet för nazisternas försök att utplåna samtliga spår av Förintelsen, i synnerhet i förintelselägren i öst och massgravarna på sovjetiskt territorium.
De mördades kroppar grävdes upp och brändes på bål. Aktionen ägde rum från sommaren 1942 till hösten 1943 under ledning av Standartenführer Paul Blobel, som hade fått uppdraget av Gestapo-chefen Heinrich Müller.
SS- och polischefen i distriktet Lublin och tillika chef för Operation Reinhard, Odilo Globocnik, som hade ansvaret för förintelselägren Bełżec, Sobibór och Treblinka, motsatte sig initialt kremering av de mördades kroppar. Han menade, att det tyska folket skulle känna stolthet inför att man hade förintat den judiska rasen och att man inte borde dölja detta för framtida generationer. Enligt ett vittnesmål av Obersturmführer Kurt Gerstein skall Globocnik ha föreslagit att man i massgravarna skulle lägga ner bronsplattor med information om att det var de tyska nazisterna som ”hade modet att utföra denna gigantiska uppgift”.